# Шамадела
Шамадела (груз. შამადელა) — село в Грузии, на территории Зугдидского муниципалитета края (мхаре) Самегрело-Верхняя Сванетия.

## География
Село находится в западной части Грузии, на правом берегу реки Чанисцкали, на расстоянии приблизительно 11 километров (по прямой) к юго-востоку от города Зугдиди, административного центра муниципалитета. Абсолютная высота — 84 метра над уровнем моря.

## Население
По результатам официальной переписи населения 2014 года в Шамаделе проживало 493 человека (247 мужчин и 246 женщин). В национальной структуре населения грузины составляли 99,8 %.
| Год  | Население, человек |
| ---- | ------------------ |
| 2002 | 866                |
| 2014 | ↘ 493              |